# Moses Mukono
Moses Letoyie Mukono (ur. 27 listopada 1995) – kenijski lekkoatleta specjalizujący się w biegach długich.
W 2012 zajął 8. miejsce w biegu na 5000 metrów podczas mistrzostw świata juniorów w Barcelonie. Jedenasty zawodnik biegu juniorów na mistrzostwach świata w biegach przełajowych w Bydgoszczy (2013). W tym samym roku sięgnął po złoto juniorskich mistrzostw Afryki. Podwójny złoty medalista mistrzostw Afryki w biegach przełajowych (2014). W tym samym roku zdobył brąz w biegu na 5000 metrów podczas juniorskich mistrzostw świata w Eugene.

## Osiągnięcia
| Rok  | Impreza                                   | Miejsce   | Konkurencja         | Pozycja     | Wynik    |
| ---- | ----------------------------------------- | --------- | ------------------- | ----------- | -------- |
| 2012 | Mistrzostwa świata juniorów               | Barcelona | bieg na 5000 metrów | 8. miejsce  | 13:56,60 |
| 2013 | Mistrzostwa świata w biegach przełajowych | Bydgoszcz | bieg juniorów       | 11. miejsce | 22:28    |
| 2013 | Mistrzostwa Afryki juniorów               | Bambous   | bieg na 5000 metrów | 1. miejsce  | 13:54,36 |
| 2014 | Mistrzostwa Afryki w biegach przełajowych | Kampala   | bieg juniorów       | 1. miejsce  | 22:37    |
| 2014 | Mistrzostwa Afryki w biegach przełajowych | Kampala   | drużyna juniorów    | 1. miejsce  |          |
| 2014 | Mistrzostwa świata juniorów               | Eugene    | bieg na 5000 metrów | 3. miejsce  | 13:28,11 |
| 2015 | Mistrzostwa świata w biegach przełajowych | Guiyang   | bieg seniorów       | 16. miejsce | 36:23    |